# Johann Matthias Watterich
Johann Matthias Watterich (* 21. Dezember 1826 in Trier; † 10. Januar 1904 im Kloster Beuron) war ein deutscher römisch-katholischer Theologe und Historiker.

## Leben
Watterich nahm nach der Reifeprüfung am Gymnasium von Trier zunächst am heimischen Priesterseminar ein Studium der Theologie auf und studierte dann an der Universität Bonn Geschichte und Literaturwissenschaften. 1849 wurde er zum Priester geweiht. 1853 promovierte er an der Universität Münster mit einer Dissertation über den Adel der Germanen. Er verfasste eine Habilitationsschrift über die Gründung des Deutschordensstaats. Im November 1855 hatte er eine Stelle als Dozent für Weltgeschichte und Literaturwissenschaften am Lyceum Hosianum in Braunsberg erhalten; seine Vorlesungen über Geschichte nahm er dort Ostern 1856 auf. Nach Jahresende 1857 ging er mit königlicher Erlaubnis für ein Jahr nach Rom, um dort archivalische Recherchen durchzuführen. Seine Forschungsarbeit in Rom fand in seinen Vitae Pontificum ihren Niederschlag. Für diese Leistung wurde er anlässlich der Jahresfeier zum fünfzigjährigen Bestehen der Universität Breslau von der katholisch-theologischen Fakultät der Universität zum Ehrendoktor ernannt. Dieser Titel wurde kirchlich jedoch nicht anerkannt. 1862 wurde er am Lyceum Hosianum zum Ordinarius ernannt. Ostern 1863 gab er sein Lehramt in Braunsberg auf, um in Andernach am Rhein eine Stelle als Pfarrer anzunehmen. 1870 wirkte er als Bibliothekar in der Universität Münster. Im Zeitraum 1871–1882 war er seelsorgerisch tätig, während des Deutsch-Französischen Kriegs 1871 zunächst als Feldgeistlicher in Diedenhofen. Nachdem er einen Schlaganfall erlitten hatte, verbrachte er sein Lebensende zurückgezogen im Kloster Beuron als Oblate, wo er auch verstarb.

## Werke (Auswahl)
- De veterum Germanorum nobilitate (Dissertation). Münster 1853 (Volltext)
- De Lucae Watzelrode, episcopi Varmiensis in Nicolaum Copernicum meritis. Regimonti 1856.
- Die Gründung des Deutschen Ordensstaates in Preußen. Leipzig 1857 (Volltext), (Digitalisat)
- Gottfried von Straßburg, Sänger der Gottesminne. Leipzig 1858 (Volltext)  (zeitgenössische Rezension)
- Nikolaus Koppernik ein Deutscher. In: Zeitschrift für die Geschichte und Altertumskunde Ermlands. Band 1, Jahrgang 1858–1860, Mainz 1860, S. 400–405 (Volltext)
- Pontificum Romanorum, qui fuerunt inde ab exeunte saeculo IX. usque ad finum saeculi XIII., vitae ab aequalibus conscriptae. Leipzig 1862, zwei Bände (zeitgenössische Rezension)
- Der deutsche Name Germanen und die ethnographische Frage vom linken Rheinufer. Eine historische Untersuchung. Paderborn 1870 (Volltext)
- Die Germanen des Rheins. Ihr Kampf mit Rom und der Bundesgedanke. Leipzig 1872
- Die vatikanische Religion keine Religion des Friedens, 1883 (Vortrag, 30 Seiten).
- Der Konsekrationsmoment im heiligen Abendmahl und seine Geschichte, 1896 (340 Seiten).